# Foulque des Hawaï
Fulica alai
Espèce
Statut de conservation UICN

 VU D2 : Vulnérable
La Foulque des Hawaï (Fulica alai) est une espèce d'oiseaux aquatiques appartenant à la famille des Rallidae. Cette espèce unique représente la seule foulque présente dans l'archipel hawaïen.

## Caractéristiques
Les foulques des Hawaï est un oiseaux aquatiques d'environ 700g pour 39 cm est caractérisée par son bouclier frontal (zone au-dessus du bec) blanc ou brun rougeâtre foncé qui est plus volumineux et plus arrondi que celui de la Foulque d'Amérique. Ils sont différenciable de la Gallinule commune par son bouclier frontal blanc, ses pattes grises et ses doigts palmés,.
Oiseaux non migratoires

### Reproduction
- Âge au premier cycle reproducteur : 1 an
- Taille de la ponte : 5 à 8 œufs
- Masse des œufs : environ 28 g
- Durée d’incubation : 22,75 jours
- Durée jusqu’à l’envol des jeunes (période d’emplumement) : 54,25 jours
- Nombre de tentatives de reproduction par an : 2
- Type de nid : Plateforme basale, construite sur des plans d’eau[3]

## Habitat
La Foulque des Hawaï fréquente divers milieux aquatiques :
- Zones humides terrestres
- Rivières et cours d'eau saissonniers
- Tourbières
- Lacs d'eau douce permanents
- Marais et mares d'eau douce
- Milieux artificiels comme les réservoirs et barrages[2]

## Conservation
Cette espèce est considérée comme vulnérable selon la liste rouge de l'UICN. Sa population est menacée principalement en raison de la destruction et de la dégradation de son habitat naturel.
La Foulque des Hawaï représente un exemple remarquable d'évolution insulaire, étant l'une des rares espèces d'oiseaux aquatiques à avoir colonisé et prospéré dans cet archipel isolé du Pacifique. Son statut d'espèce endémique renforce son importance pour la conservation de la biodiversité unique des îles hawaïennes.

### Effectif de la population
Sur Oahu, Maui, Molokai et Kaua'i, la Foulque des Hawaï était autrefois abondante dans les étangs, les ruisseaux et les marais d'eau saumâtre et d'eau douce de la côte ; cependant, les premiers recensements effectués dans les années 1950 et 1960 ont permis de détecter moins de 1 000 oiseaux dans l'ensemble de l'État. Depuis les années 1960, la taille de la population interannuelle a fluctué de moins de 1 000 oiseaux à plus de 3 000, et semble croître progressivement. Les enquêtes semestrielles menées par la Division of Forestry and Wildlife (DOFAW) du ministère hawaïen des terres et des ressources naturelles ont révélé qu'entre 1998 et 2003, la population de Foulques des Hawaï s'élevait en moyenne à 2 100 oiseaux, avec une fourchette comprise entre 1 500 et 3 000 oiseaux. Des études récentes ont estimé que les populations hivernales fluctuaient autour de 1 500 oiseaux et que les populations estivales fluctuaient autour de 2 000 oiseaux.